# HDMS Absalon (L16)
HDMS Absalon (L16), tillsammans med sitt systerfartyg HDMS Esbern Snare (L17) som togs i tjänst 2004, är de största örlogsfartygen någonsin i den danska flottan och är del av Absalon-klassen. Absalon är danska flottans stabsfartyg och flaggskepp. Fartyget och skeppsklassen är döpta efter den historiske danske ärkebiskopen och statsmannen Absalon Hvide som var fosterbror till kung Valdemar den store.
Fartygen är de första tecknen på omorganisationen i danska flottan. Den primära uppgiften för den danska flottan kommer i fortsättningen vara internationella operationer och dessa två fartyg kommer utgöra ryggraden i dessa operationer. Fartygen är byggda för stabs- och supporttjänst med ett stort ro-ro-däck medan de tre planerade nya fregatterna av Iver Huitfeldt-klass kommer utrustas för stridsuppgifter. Fregatterna kommer att ha möjlighet att använda kryssningsmissiler av typ Tomahawk, för första gången i danska flottan. De nya fregatterna kommer att bli ganska lika fartygen i Absalon-klassen men utan ro-ro-däcket. De kommer sjösattas 2009-2010 och kommer att gå i tjänst 2012-2013 och ersätter då korvetterna av Niels Juel-klassen.

## Insatser
År 2008 deltog Absalon i den FN-ledda piratbekämpningen utanför Somalia på Afrikas östkust där man agerade flaggskepp för den danska flottstyrkan som ledde "Task Force 150". I september 2008 som en del av flottstyrkan var Absalon involverad i gripandet av 10 pirater som till slut släpptes. I slutet av november 2008 förlängdes mandatet till minst våren 2009. Den 3 december 2008 räddade Absalon en stridsoduglig jolle i Adenviken. Räddningsinsatsen av de förmodade somaliska piraterna skedde 144 km utanför Jemens kust i Adenviken. Jollen som rapporterades vara beväpnad med raketgevär och automatvapen av typ AK-47, hade drivits med vinden i flera dagar. Enligt rapporten tog Absalon ombord piraterna och vapnen, sänkte piraternas jolle och överlät dem till Jemens kustbevakning. Enligt danska nyhetstidningar har Absalon varit det mest framgångsrika örlogsfartyget i Adenviken och man har lyckats stoppa 88 av 250 pirater medan danska stridsfartyg har jagat dem.
I mars 2009, följde SVT:s utrikesreporter Stefan Åsberg med på Absalon och rapporterade från Adenviken.
Även i januari, februari och mars 2010 nådde Absalon framgångar mot piratverksamheten. Hon återvände till Adenviken i november 2011. Den 7 januari 2012 befriade hon 14 personer som varit gisslan hos pirater utanför Somalias kust. De fångna var från Pakistan och Iran. Samtidigt tillfångatogs 25 pirater.

## Galleri

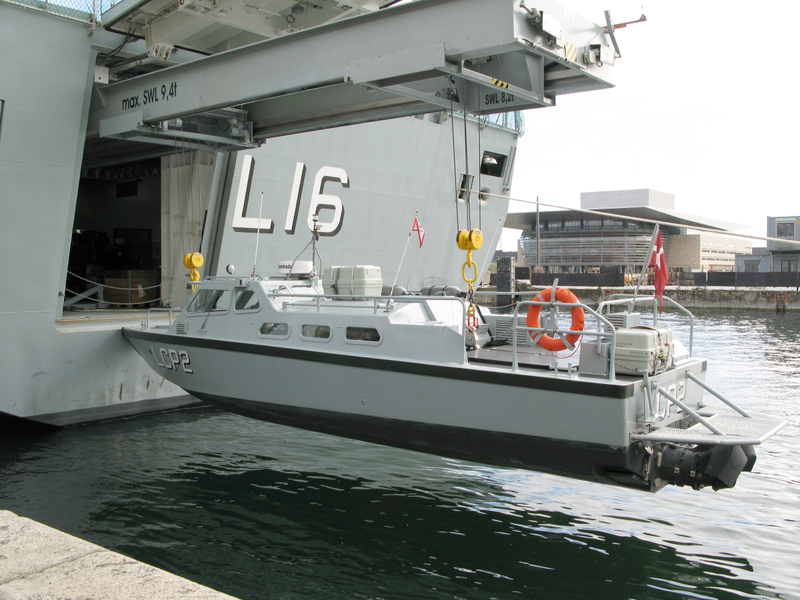
En LCP (Landing Craft Personnel) tillhörande danska flottan.
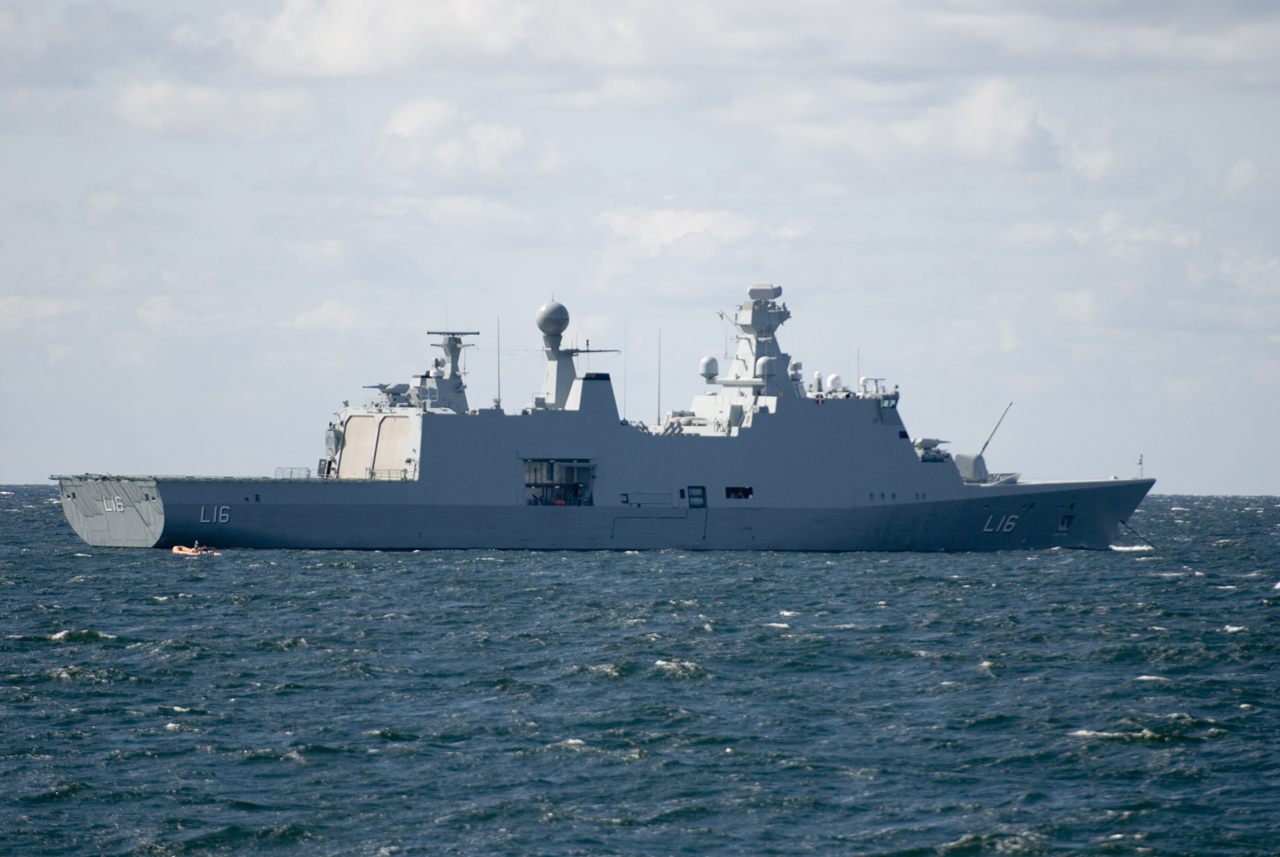
Fartyget till ankars.
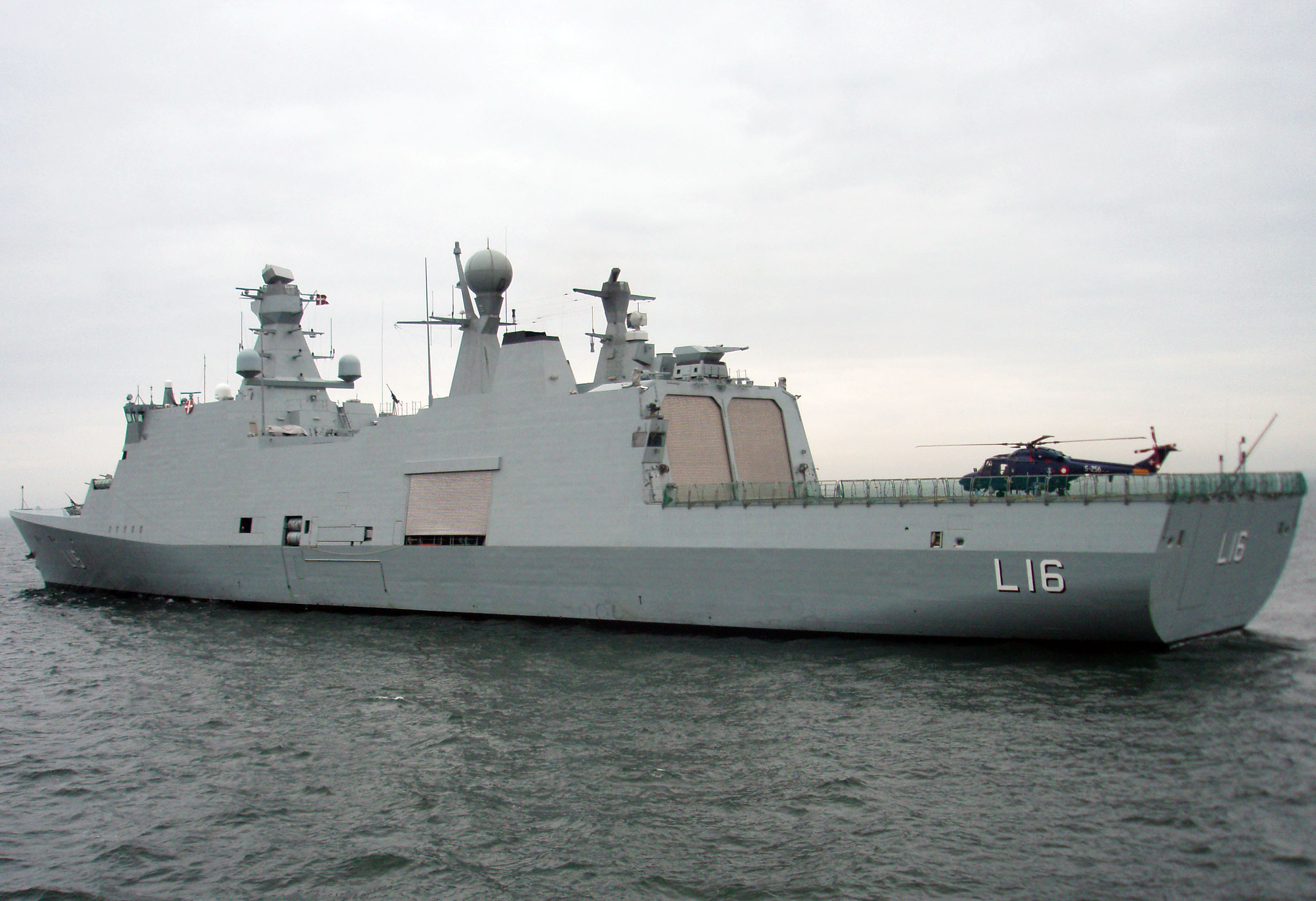
Fartyget med en Lynx-helikopter.
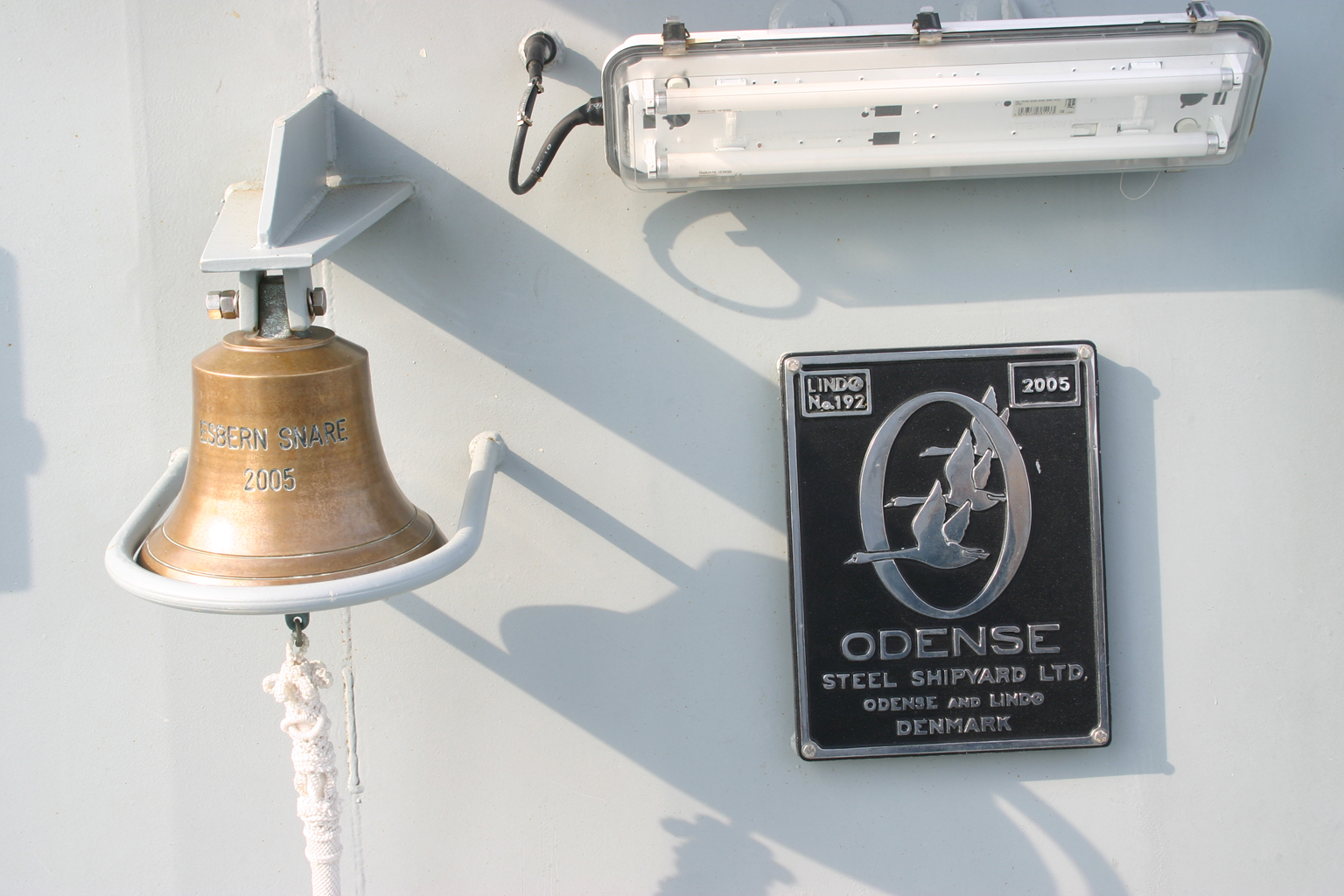
Skeppsklockan är tillägnad Esbern Snare